# Pierre Laval
Pierre Laval (ur. 28 czerwca 1883 w Châteldon, zm. 15 października 1945 we Fresnes) – francuski prawnik i lewicowy polityk, czterokrotny premier Francji. Skompromitowany kolaboracją z Niemcami podczas II wojny światowej, został skazany na karę śmierci.

## Życiorys
Był synem kupca, urodził się w środkowej Francji. Już jako student prawa bronił interesów robotników. W 1903 wstąpił do partii socjalistycznej (SFIO). Po studiach prawniczych zamieszkał w Paryżu, gdzie od 1907 pracował jako adwokat. W 1914 został wybrany do parlamentu, ale sprzeciw wobec wojny przesuwał go do opozycji wewnątrzpartyjnej. Określał się jako pacyfista i odmówił wstąpienia do wojska. Został zmobilizowany podczas I wojny światowej. W latach 1914–1919 i 1924–1927 był deputowanym do Zgromadzenia Narodowego. W 1919 przegrał wybory, w 1920 wystąpił z partii socjalistycznej i został niezależnym działaczem lewicowym. Był deputowanym z Aubervilliers, gdzie w 1923 objął stanowisko mera (urząd pełnił nieprzerwanie do 1944). Od 1927 do 1940 był senatorem. Począwszy od 1925 wielokrotnie pełnił stanowiska ministerialne w różnych gabinetach. W 1931 został przewodniczącym parlamentu Francji. W latach 1931–1932 oraz 1935–1936 był premierem Francji, w latach 1934–1936 ministrem spraw zagranicznych. Był Człowiekiem Roku 1931 tygodnika „Time”. W okresie jego pierwszego gabinetu bezskutecznie próbował walczyć z kryzysem gospodarczym za pomocą ostrych działań deflacyjnych. W 1935 jako minister pracy zainicjował politykę opieki społecznej we Francji, wprowadzając po raz pierwszy ubezpieczenia społeczne. Od 1936 był w opozycji. Jako charakterystyczny element swojego ubioru nosił biały krawat.
Laval chciał zbudować trwały pokój w Europie i utworzyć antyniemiecką koalicję. W celu powstrzymania ekspansji hitlerowskich Niemiec bezskutecznie dążył do poprawy stosunków z sąsiednimi, faszystowskimi Włochami Benito Mussoliniego. Podczas wizyty w Rzymie w 1935 wyraził nieformalną zgodę wobec Mussoliniego na przyszłą agresję Włoch na Etiopię. Z Włochami i Wielką Brytanią zawarł krótkotrwałe porozumienie przeciw niemieckiej agresji, tzw. front Stresy. W maju 1935 zawarł w Moskwie z ZSRR układ o pomocy wzajemnej. W okresie jego drugiego rządu mieszkańcy Terytorium Saary w referendum zagłosowali za powrotem do Niemiec. W 1936 utracił stanowisko w wyniku zbyt dużej pobłażliwości wobec podbojów Mussoliniego w Etiopii (Francuzi oczekiwali, że Laval stanie na straży prawa i powstrzyma Mussoliniego).

### Od II wojny światowej
W 1939 sprzeciwił się wypowiedzeniu wojny Niemcom po ich ataku na Polskę we wrześniu. W czerwcu 1940, po porażce Francji z Niemcami w kampanii francuskiej – w etapie końcowym której sprzeciwiał się kontynuowaniu walki z Niemcami, został ministrem bez teki w rządzie Philippe’a Pétaina. W lipcu 1940 został wicepremierem, szefem gabinetu, ministrem spraw zagranicznych oraz desygnowanym następcą szefa państwa. Był jedną z najważniejszych osób likwidujących III Republikę Francuską (w wykonaniu szczątkowego Zgromadzenia Narodowego, obradującego w miejscowości Vichy w środkowej Francji) oraz powołujących Państwo Francuskie (tzw. Francja Vichy).
Wskutek nacisku Niemców powrócił do pełnienia funkcji. 22 października 1940 po raz pierwszy spotkał się z Adolfem Hitlerem. Pod koniec listopada 1940 przekazał Niemcom ponad 220 ton francuskiego złota. 13 grudnia 1940 został usunięty przez Pétaina i osadzony w areszcie domowym, z którego został zwolniony po kilku dniach w wyniku interwencji Niemców.
27 sierpnia 1941 Laval został lekko ranny, gdy zamachowiec, Paul Collette, próbował go zastrzelić. 18 kwietnia 1942 został mianowany przez marszałka Philippe’a Pétaina szefem rządu Vichy (zastąpił François Darlana). Dodatkowo kierował resortem spraw wewnętrznych, resortem spraw zagranicznych i resortem informacji. Uwierzył w ostateczne zwycięstwo III Rzeszy, starając się uzyskać dla Francji miejsce w przyszłej „niemieckiej” Europie. Chciał uniknąć bezpośrednich rządów niemieckich we Francji (jak to miało miejsce m.in. w Polsce), dlatego zamierzał uczynić z Francji ulubioną „prowincję” Niemców. Jako premier prowadził politykę kolaboracji z okupantem i ustępstw. Wyraził zgodę na deportację Żydów z Francji do obozów koncentracyjnych w Generalnym Gubernatorstwie. Żydów zabierała i dostarczała Niemcom policja francuska, wskutek czego zginęło od 85 do 100 tys. Żydów.
Laval był zdecydowanym przeciwnikiem Wielkiej Brytanii. Z upływem czasu stawał się osobą coraz bardziej niepopularną. Jego gabinet urzędował do 17 sierpnia 1944.
Po lądowaniu aliantów we Francji (operacja Overlord) i rozpoczęciu francuskiego powstania narodowowyzwoleńczego wycofujący się Niemcy zabrali do Rzeszy szefa Państwa Francuskiego Philippe’a Pétaina i premiera Pierre’a Lavala, którzy uznali się za jeńców i nie podjęli czynności politycznych. W październiku 1944 został zaocznie skazany we Francji na karę śmierci. W maju 1945 przedostał się samolotem do Hiszpanii, skąd jednak został wydalony do Austrii, gdzie został zatrzymany przez Amerykanów i przekazany Francuzom. Sądzony w pośpiesznym procesie już po wyzwoleniu Francji, został skazany na karę śmierci i rozstrzelany 15 października 1945 na dziedzińcu więzienia we Fresnes. Charles de Gaulle nie skorzystał z prawa łaski. Kilka godzin przed egzekucją Laval próbował popełnić samobójstwo, zażywając cyjanek potasu, który miał przy sobie przez kilka lat, został jednak odratowany. Przyniesiono go na miejsce stracenia na noszach, posadzono na krześle i rozstrzelano. Jego ostatnimi słowami tuż przed wykonaniem wyroku był okrzyk: „Niech żyje Francja!”.
Został pochowany w nieoznaczonym grobie na cmentarzu w Thiais, a w listopadzie 1945 przeniesiony na paryski Cmentarz Montparnasse. Był jedynym francuskim premierem, który został stracony. Jego rodzina bezskutecznie przez kilkadziesiąt lat starała się o zrewidowanie wyroku.

## Galeria

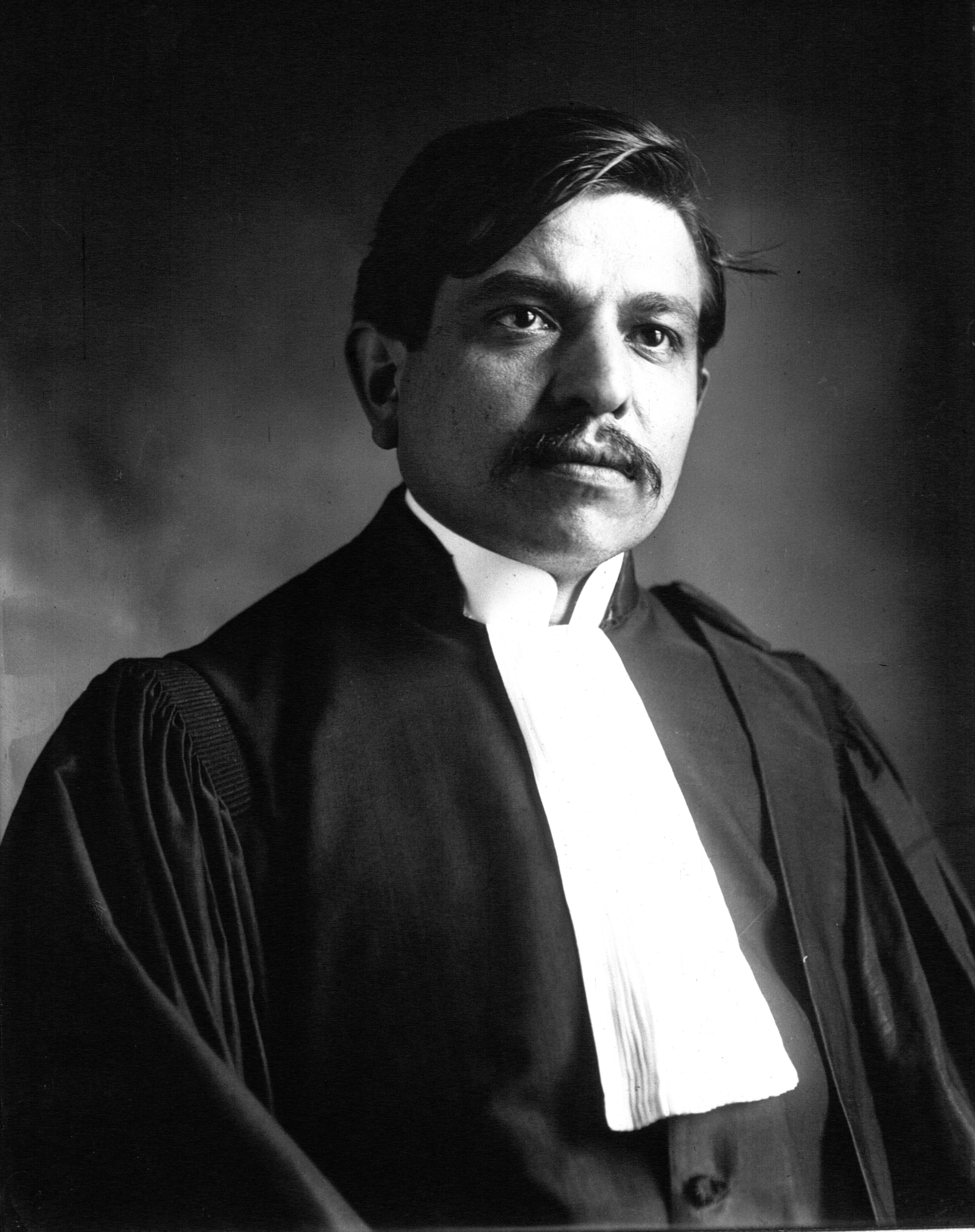
Pierre Laval, 1913
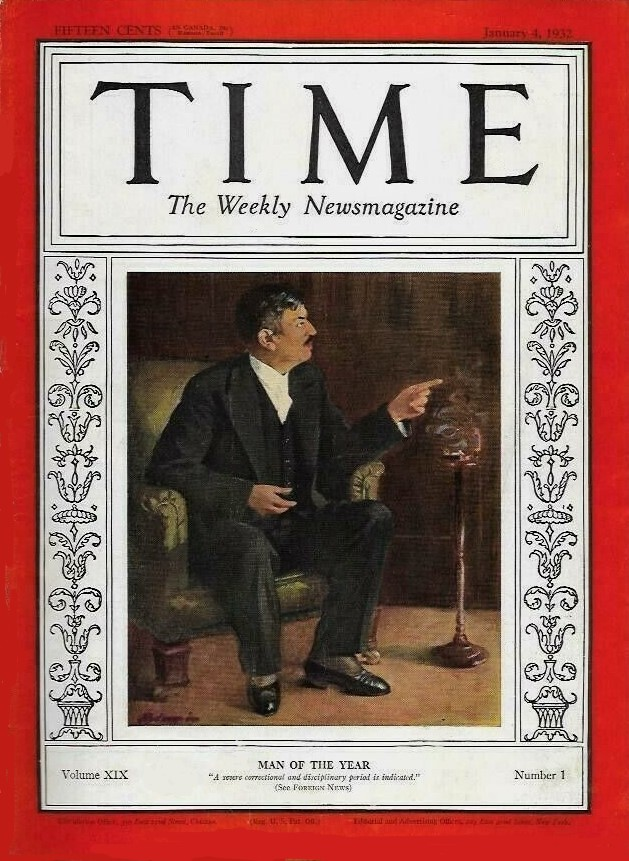
Pierre Laval na okładce tygodnika „Time”, styczeń 1932
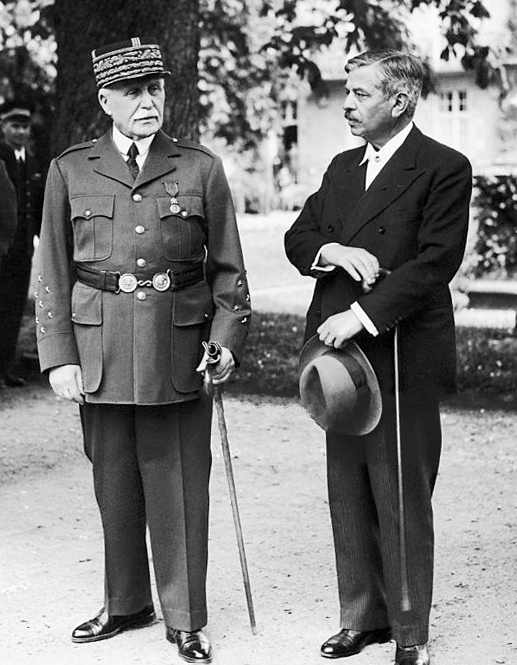
Philippe Pétain i Pierre Laval, ok. 1942
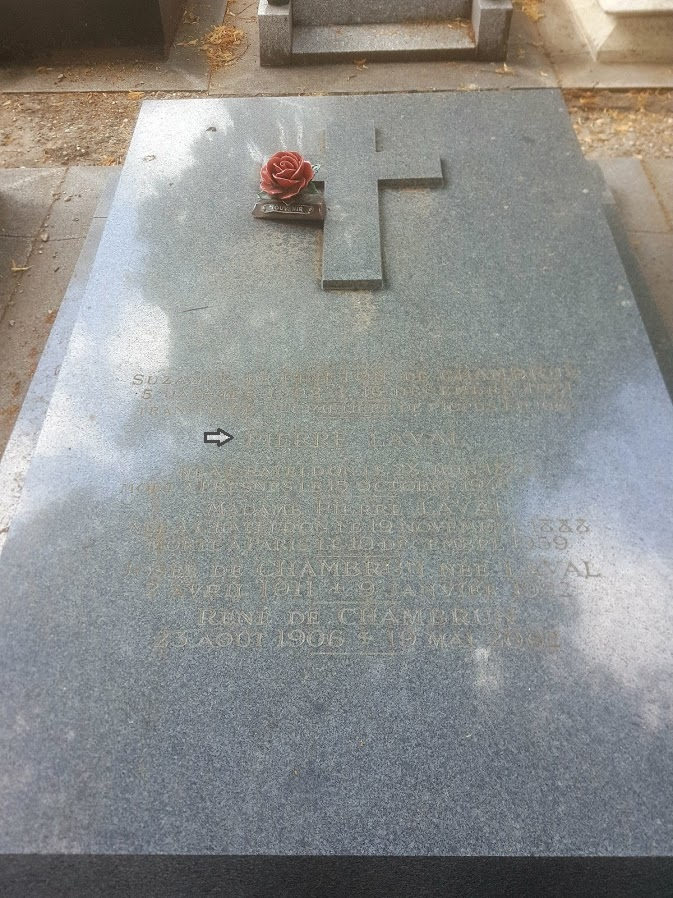
Grób Pierre’a Lavala na Cmentarzu Montparnasse